# Saint-Jean-de-Soudain
Saint-Jean-de-Soudain település Franciaországban, Isère megyében. Lakosainak száma 1698 fő (2022. január 1.). Saint-Jean-de-Soudain Saint-Victor-de-Cessieu, La Tour-du-Pin, Cessieu, La Chapelle-de-la-Tour, Dolomieu, Montcarra, Rochetoirin és Sainte-Blandine községekkel határos.

## Népesség
A település népessége az elmúlt években az alábbi módon változott:
| Lakosok száma | 652  | 839  | 934  | 1315 | 1521 | 1572 | 1585 | 1636 | 1661 | 1698 |
|               | 1968 | 1982 | 1990 | 2006 | 2013 | 2015 | 2017 | 2019 | 2020 | 2022 |